# Rocoto (Hualpén)
Rocoto es una de las zonas costeras en la comuna de Hualpén, Región del Biobío (Chile). Se encuentra a 18 km de la ciudad de Concepción, y 16 km de Talcahuano. Playa de aguas limpias protegidas por alcantilados. Se puede practicar la pesca de orilla además de observación de flora y fauna. Además de sus costas, comprende varios lugares para la observación de flora y fauna silvestre, quedando Rocoto en categoría de sitio natural. Se accede a la playa por un camino rural, y por un sendero desde la Desembocadura del Río Biobío (y solamente por vehículo particular).